# 닐로
닐로(영어: Nilo, 본명: 오대호, 1990년 4월 18일 ~ )는 대한민국의 싱어송라이터이다.

## 음반 활동

### 미니 음반
| 순서 | 정보                                     | 트랙 리스트                                                                                  |
| ---- | ---------------------------------------- | -------------------------------------------------------------------------------------------- |
| 1    | 《About You》 - 발매일: 2017년 10월 31일 | 1. 우리 (Intro) 2. 왜 처음과 끝은 다른 걸까 3. 지나오다 4. 되돌리고 싶다 5. 지나오다 (Inst.) |

### 디지털 싱글
| 순서 | 정보                                 | 트랙 리스트                 |
| ---- | ------------------------------------ | --------------------------- |
| 1    | 〈바보〉 - 발매일: 2015년 9월 14일   | 1. 바보 2. 바보 (Inst.)     |
| 2    | 〈애써〉 - 발매일: 2015년 12월 24일  | 1. 애써                     |
| 3    | 〈넋두리〉 - 발매일: 2016년 9월 12일 | 1. 넋두리 2. 넋두리 (Inst.) |
| 4    | 〈괜찮아〉 - 발매일: 2017년 1월 10일 | 1. 괜찮아 2. 괜찮아 (Inst.) |

## 방송 출연
- 2019년 MBC 미스터리 음악쇼 복면가왕 - 참가자 및 우승 (불량하지 않아요. 성실하게 노래할게요. 쫀드기.)

## 논란
2017년 10월 31일 발매된 닐로의 첫 번째 미니 음반 《About You》의 타이틀 곡 〈지나오다〉는 2018년 4월 갑작스럽게 음원 차트에서 순위가 상승하였다. 〈지나오다〉는 많은 팔로워 수를 보유한 여러 페이스북 페이지를 통하여 홍보되었으며, 이에 대하여 리메즈 엔터테인먼트 측에서는 음원 사재기 등 불법적인 방법을 동원하지 않고 오직 SNS에서 합법적인 수단으로 곡을 홍보하였다고 밝혔다. 〈지나오다〉가 홍보된 페이스북 페이지는 닐로의 소속사 리메즈 엔터테인먼트에서 직접 운영하는 곳도 있고, ‘너만 들려주는 음악(너들음)’ 등 리메즈 대표의 지인이 보유한 곳도 있다.
가온차트의 김진우 수석연구위원은 〈지나오다〉가 차트 역주행을 일으킬 만한 아무런 사건 없이 가장 빠른 속도로 음원 차트 1위에 올랐고, 기존의 역주행 곡에서 나타났던 그래프의 순위 변동이 관측되지 않는다고 의견을 내놓았다. 결국 2018년 4월 25일 문화체육관광부에서 음원 차트 운영에 관하여 ‘공론화의 장’을 마련하겠다고 밝혔으며, 4월 26일 리메즈 엔터테인먼트에서는 문화체육관광부에 진정서를 제출하였다. 한편 2016년 12월과 2017년 4월 리메즈 엔터테인먼트의 대표가 페이스북을 통하여 멜론 차트에 자사 소속 가수의 음원을 진입시키는 ‘실험’을 하였다고 밝힌 SNS 캡처 이미지가 논란을 일으키기도 하였다.